# Microregione di Sousa
Sousa è una microregione dello Stato di Paraíba in Brasile, appartenente alla mesoregione di Sertão Paraibano.

## Comuni
Comprende 17 comuni:
- Aparecida
- Cajazeirinhas
- Condado
- Lastro
- Malta
- Marizópolis
- Nazarezinho
- Paulista
- Pombal
- Santa Cruz
- São Bentinho
- São Domingos de Pombal
- São Francisco
- São José da Lagoa Tapada
- Sousa
- Vieirópolis
- Vista Serrana